# Ланцош, Корнелий
Корне́лий Ла́нцош (венг. Lánczos Kornél; настоящее имя Корнейл Лёви, венг. Lőwy Kornél) (2 февраля 1893 — 25 июня 1974) — венгерский, американский и ирландский физик и математик. Автор работ в областях общей теории относительности, вычислительной математики и цифровой обработки сигналов. В честь него назван фильтр Ланцоша, широко применяемый для изменения разрешения цифровых изображений.

## Биография
Он родился в Секешфехервар, в округе Фейер, в еврейской семье доктора Кароли Леви и Аделя Хана. 
Кандидатская диссертация (1919) была посвящена теории относительности.

## Труды
- Корнелий Ланцош. Вариационные принципы механики. — Москва: Мир, 1965. — 411 с.